# Timne
Timne (in greco antico: Τύμνης?, Tymnes; III-II secolo a.C.) è stato un poeta greco antico.

## Vita e opere
Nessuna fonte antica menziona Timne e non si hanno pertanto informazioni sulla sua vita. Anche la patria del poeta è dubbia: secondo Reiske l'autore sarebbe originario di Creta (o avrebbe ivi trascorso parte della sua vita) poiché in uno dei suoi componimenti (AP VII, 477) viene ricordata la città di Eleftherna, mentre altri commentatori considerano Timne di origine caria sulla base del suo nome.
Dell'autore sono conservati 7 epigrammi all'interno dell'Antologia Palatina. Meleagro di Gadara ricorda nell'incipit della sua raccolta antologica il nome di Timne associandolo a un pioppo bianco.

## Epigrammi
I componimenti superstiti di Timne sono votivi, epidittici e sepolcrali. Timne è un autore alessandrino nei temi e nello stile: alcuni dei suoi componimenti riproducono gli argomenti di celebri epigrammisti ellenistici. Nei suoi epigrammi mostra di tenere presente la lezione di Anite, riprendendo dalla produzione epigrammatica della poetessa la composizione di epitaffi dedicati ad animali, e propone, coi toni ironici appartenenti al sottogenere letterario, il racconto della morte di un uccello e di un cucciolo maltese:
come d'alcione, ormai sparito sei,

beccafico. Col tuo costume, quell'alito dolce

è nei tramiti taciti del buio.»
(AP, VII, 199)
che fu d'Eumelo guardiano fedele

Ebbe il nome di Toro, da vivo. Adesso la voce

è nei taciti tramiti del buio.»
(AP, VII, 211)
Un altro dei sette componimenti superstiti di Timne riguarda una statua di Priapo: sulla base di questo epigramma Reiske considerò l'autore successivo al 164 a.C., ma il carme è in realtà un'imitazione da modelli di Leonida di Taranto, che fu il primo autore a comporre carmi su questo tema.
distinzione fra ladri, attorno all'orto.

«Bisognerebbe non dirlo a riguardo di zucche e verdure»

dirai. Bisognerebbe, ma lo dico.»
(A. Pl. 237)